# 火刑都市
『火刑都市』（かけいとし）は、島田荘司の小説。

1986年に講談社から単行本が刊行された。のち、1988年に講談社ノベルス版が、1989年に講談社文庫版が刊行されている。

## テレビドラマ
1989年4月18日に日本テレビ系「火曜サスペンス劇場」枠で、単発2時間ドラマとして放送された。主演は樋口可南子。フィルム作品。

### キャスト
- 樋口可南子
- 中村吉造:植木等
- 菱山源一:伊原剛志
- 頭師佳孝
- 香川照之
- 仲野文梧

### スタッフ
- 企画:小坂敬
- 脚本:金子成人
- 監督:馬場昭格

| スタブアイコン | サブスタブ | この項目は、まだ閲覧者の調べものの参照としては役立たない、文学に関連した書きかけの項目です。この項目を加筆・訂正などしてくださる協力者を求めています（P:文学、PJ:ライトノベル）。項目が小説家・作家の場合には{Writer-substub}を、文学作品以外の本・雑誌の場合には{Book-substub}を貼り付けてください。 |

| スタブアイコン | サブスタブ | この項目は、まだ閲覧者の調べものの参照としては役立たない、テレビ番組に関連した書きかけの項目です。この項目を加筆・訂正などしてくださる協力者を求めています（P:テレビ/PJ:放送または配信の番組）。 |